# Калунгсод, Педро
Педро (Пётр) Калунгсод (таг. Pedro Calungsod; 21 июля 1654, Гинатилан, Висайские острова, Генерал-капитанство Филиппины, Испанская империя — 2 апреля 1672, Tumon, Генерал-капитанство Филиппины, Гуам, Испанская империя) — святой Римско-Католической Церкви, мученик. Педро Калунгсод был спутником блаженного священника Диего Луиса де Сан-Витореса, распространявшего католицизм на Гуаме и Марианских островах. Педро Калунгсод помогал священнику в миссионерской деятельности в качестве министранта и погиб мученической смертью от рук аборигенов.

## Биография
Педро Калунгсод родился в 1654 году и был одним из первых уроженцев Филиппин, которые отправились вместе с испанскими иезуитами заниматься миссионерской деятельностью среди народа чаморро на Гуаме и Марианских островах. Миссионеры приобрели среди аборигенов значительную популярность. В 1668 году на островах вспыхнула эпидемия, во время которой погибало много детей. Китайский торговец Чоко стал распускать слухи, что миссионеры намеренно убивают детей, используя во время крещения отравленную воду.
2 апреля 1672 года Педро вместе со священником Диего Луисом де Сан-Виторес прибыл на Гуам, где они предложили отцу новорождённой девочки, матерью которой была католичка, крестить её. Отец ребёнка яростно отказался от предложения. Чтобы смягчить его ярость, священник собрал вокруг себя детей и нескольких взрослых и стал им петь христианские песни. В тайне от отца священнику удалось крестить девочку. Узнав об этом, отец девочки кинулся с копьём на Педро, который, однако, смог неоднократно уклоняться от нападок разъярённого отца. Когда к мужчине присоединились другие жители деревни, Педро получил удар по голове мотыгой. Связав окровавленного Педро и привязав к его ногам тяжёлые камни, аборигены бросили мальчика в море.

## Прославление
5 марта 2000 года Педро Калунгсод был беатифицирован вместе со священником Диего Луисом де Сан-Виторесом Римским папой Иоанном Павлом II. 18 февраля 2012 года Римский папа Бенедикт XVI причислил Педро Калунгсода к лику святых.

## Источник
- Проповедь Римского папы Иоанна Павла II во время беатификации